# Gort
Gort (en irlandès Gort Inse Guaire o An Gort) és una ciutat d'Irlanda, al sud comtat de Galway, a la província de Connacht. Està a la vora de la frontera amb el comtat de Clare, a la carretera de Galway a Limerick. Està situada a l'antic regne d'Uí Fiachrach Aidhne també conegut com a Maigh Aidhne ("la planura d'Aidhne"), coextensiu amb la diòcesi de Kilmacduagh / Cill Mhic Dhuach.

## Demografia
Gairebé el 40% dels residents de Gort no són irlandesos, segons el cens de 2006, i la majoria d'ells són brasilers. La majoria van venir a treballar a les factories de Gort on els pagaven més que al Brasil. Segons Claire Healy "una gran comunitat de brasilers viu, treballa i va a l'escola a Gort, alterant gradualment l'aparença i el caràcter de la ciutat". L'església catòlica hi fa misses en portuguès cada dissabte.

## Història
Gort pren el seu nom, Gort Inse Guaire, de gort (prat), "inse" (illa) i Guaire Aidne mac Colmáin, rei de Connacht del segle vi i patró de St. Colman MacDuagh. Durant l'edat mitjana els caps de Cenél Áeda na hEchtge, els O'Shaughnessys (Ó Seachnasaigh, un clan descendent de Guaire Aidhneach) tenia la seva fortalesa a Gort, un lloc on més tard hi hagué una caserna de cavalleria. A finals del segle xvii les terres dels O'Shaughnessy foren confiscades i entregades a Sir Thomas Prendergast, 1r Baronet, el besnet del qual fou John Prendergast Smyth, 1st Vescomte Gort. En 1831 la vila tenia 3.627 i 563 cases, però fou devastada per la Gran Fam Irlandesa.